# امونوپورا
امونوپورا (به لاتین: Amunupura) یک منطقهٔ مسکونی در سری‌لانکا است که در استان مرکزی (سری‌لانکا) واقع شده‌است.